# Samuel Jones (atleta)
Samuel "Sam" Jones Symington (16 de enero de 1880 - Knoxville, 13 de abril de 1954) fue un atleta y campeón olímpico de EE. UU., que se especializa en saltos.
Jones era un atleta de gran éxito en la universidad en los campeonatos de EE. UU., ganó el salto de altura entre 1900 y 1904 dos campeonatos amateurs más importantes en el país. En los Juegos Olímpicos de San Luis 1904, ganó la medalla de oro con un salto de 1,80 m, muy por debajo de su mejor posición en estos torneos, 1,88 m.
En St. Louis, también compitió en el salto triple y fue parte del equipo de tira y afloja, un deporte jugado sólo en estos juegos. Prolífico atleta, después de los Juegos asistió a la New York University, donde fue capitán del equipo de atletismo y jugaba al fútbol y gimnasia durante tres años. Después de graduarse, siguió una carrera como ingeniero y profesor. Fue de 2,05 m de altura.